# Île Kappa
L'île Kappa (en anglais : Kappa Island, en espagnol : Isla Kappa) est une île longue de 0,9 km de l'archipel des îles Melchior de l'archipel Palmer en Antarctique. elle est située au sud de l'île Bêta et à l'est des îles Thêta.
Cette île a été cartographiée par le personnel de la Discovery Investigations (en) du navire britannique RRS Discovery en 1927. Le nom de Kappa (la 10e lettre de l'alphabet grec).
Dans l'actuelle toponymie antarctique argentine le nom de Isla Primer Teniente López a été donné en hommage au premier lieutenant José Facundo López de la Force aérienne argentine, mort en service. L'île avait aussi été nommée Isla Donati.

## Revendications territoriales
L'Argentine intègre l'île dans la province de la Terre de Feu, de l'Antarctique et des îles de l'Atlantique sud. Le Chili l'intègre dans la commune de l'Antarctique chilien de la province de l'Antarctique chilien à la région de Magallanes et de l'Antarctique chilien. Quant au Royaume-Uni l'île est intégrée au territoire antarctique britannique.
Les trois revendications sont soumises aux dispositions et restrictions de souveraineté du traité sur l'Antarctique. L'île est donc nommée :
- Argentine : Isla Primer Teniente López
- Chili : Isla Kappa
- Royaume-Uni : Kappa Island